# Przedbórz
Pour les articles homonymes, voir Przedbórz.
Przedbórz (prononciation [ˈpʂɛdbuʂ]) est une ville de Pologne qui compte 3 850 habitants (recensement de 2004) et une agglomération de 7 600 habitants. 
C'est une ville du district (powiat) Radomsko de la voïvodie de Łódź. Elle est située sur la rivière Pilica.
Przedbórz est un chef-lieu de la gmina urbaine-rurale de Przedbórz.

## Histoire
Przedborz est mentionné dans des documents datant de 1145 comme étant sous la juridiction du monastère de Trzemeszno et du roi Casimir III le Grand (1330-1370) qui lui a accordé le statut de  ville au XIVe siècle, puis des armoiries en 1405. En 1638 un incendie a détruit la ville. Elle sera de nouveau incendiée en 1660 lors des guerres suédoises.
Pendant la Renaissance, une communauté juive s'installe dans la cité. Elle va prospérer et devenir majoritaire au cours du temps. Avant la Seconde Guerre mondiale, la communauté juive représentait 60 % de la population. La synagogue de Przedbórz, en bois, datant de 1760 est détruite 1939.
Début 1940, les Allemands enferment dans un ghetto 4 600 Juifs ; le ghetto est liquidé en octobre 1942 et les Juifs assassinés au centre d'extermination de Treblinka. Après la guerre, en 1945, neuf juifs retournent y vivre mais sont victimes d'une attaque antisémite et sont abattus dans la forêt voisine de Radoszyce,.

## Administration
De 1975 à 1998, la ville était attachée administrativement à l'ancienne voïvodie de Piotrków.
 
Depuis 1999, elle fait partie de la nouvelle voïvodie de Łódź.

## Personnalités liées à la ville
- Greg de Vars -  Ville d'origine du penseur, peintre, écrivain, poète, chanteur